# Noel Barber
Pour les articles homonymes, voir Barber.
Noel Barber (9 septembre 1909 à Hessle - 10 juillet 1988 à Londres) est un journaliste et romancier anglais. Frère de l'ancien ministre des finances Anthony Barber, il fut journaliste 40 ans durant avant de se reconvertir dans l'écriture de romans à l'âge de 70 ans.

## Biographie

### Journaliste
Après avoir voyagé de par le monde à bord d'un cargo, Noel Barber devient, en 1937, le rédacteur en chef du Malaya Tribune en Malaisie britannique. Au printemps 1939, il regagne la Grande-Bretagne par le chemin de fer transsibérien, qu'il a pris après être passé par Shanghaï et Harbin.
Dans les années d'après-guerre, Noel Barber est rédacteur en chef de l'édition continentale du Daily Mail.
Ses voyages sont parsemés de péripéties. Dans la jungle de Malaisie, il mange, sans le savoir, de la chair humaine en compagnie de chasseurs de têtes Dayak. À Casablanca, au Maroc, il est agressé et dévalisé. En octobre 1956, en Hongrie, il est blessé à la tête par le tir d'une sentinelle soviétique pendant la révolution hongroise . 
En 1957, il est le premier homme à atteindre le pôle Sud à pied depuis la tentative de Robert Falcon Scott.

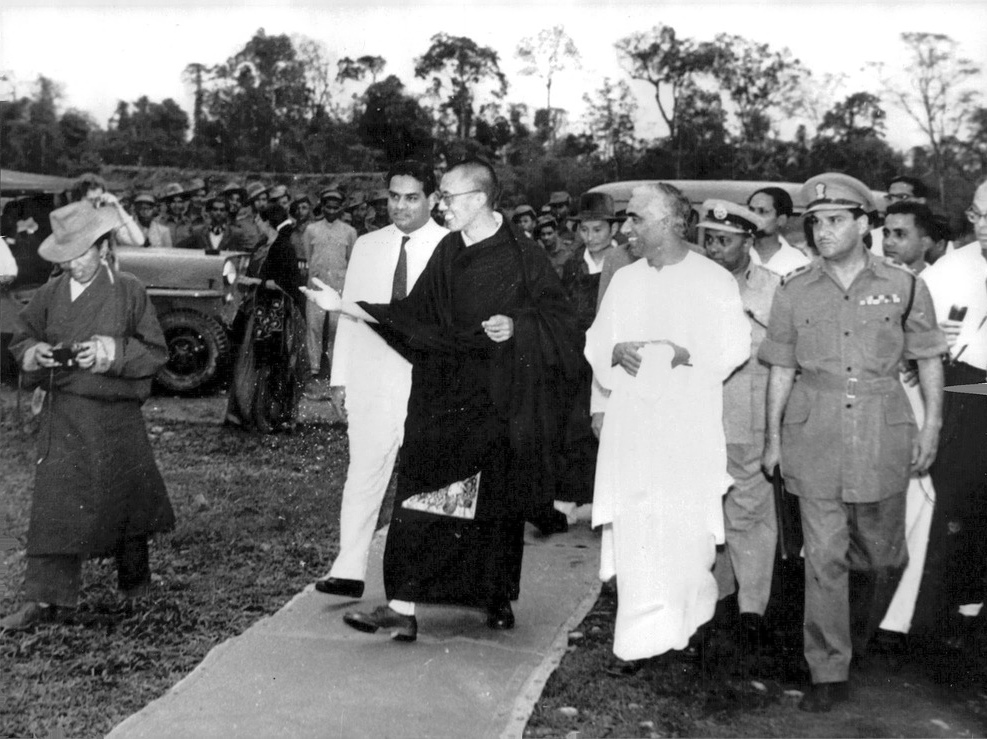
Le dalaï-lama avec PN Menon le 18 avril 1959 à Tezpur.

À partir de 1959, il est producteur et présentateur de films de voyage pour la télévision. 
Envoyé par le Daily Mail pour rendre compte de l’arrivée prochaine du 14e dalaï-lama en Inde, Noel Barber affréta un avion pour survoler les zones frontalières de la NEFA (North-East Frontier Agency) à la recherche du dalaï-lama et de ses proches. Selon l'historien Tom Grunfeld, pour que son journal ait la primeur, Barber envoya son papier à sa Rédaction avant même de s’envoler, mais finalement, en raison des conditions météorologiques, l’avion resta cloué au sol. Cela n’empêcha pas la dépêche d’être publiée sous le titre : « Noel Barber Moves up to the ‘End of the Line’ as Dalai Lama Prepares for Next Lap to Freedom. ». Barber se trouve néanmoins à Tezpur quand le dalaï-lama arrive, et il publie, en 1960, un ouvrage intitulé The Flight of Dalai Lama.
Un accident de voiture, le 5 juillet 1960, sur la route de Grandvilliers, à proximité de Beauvais, entre Fontaine-Lavaganne et Thieuloy-Saint-Antoine, au cours duquel quatre occupants d'une DS 19, arrivant en face, sont tués, entraîne son hospitalisation à Grandvilliers.
En 1969, il publie From the Land of Lost Content: The Dalai Lama's Fight for Tibet en se fondant sur des témoignages, les mémoires du dalaï-lama et des documents chinois.

### Romancier
En tant que romancier, il connaît de grands succès de librairie, notamment Tanamera (1981), Farewell to France (1983) et The Other Side of paradise (1986). Son cinquième roman, The Weeping and The Laughter (1988), figure en son temps dans la liste des 10 plus grands succès.
Nombre de ses romans, considérés comme exotiques, relatent ses expériences en tant que correspondant itinérant à l'étranger pour le Daily Mail.

### Mort
Il meurt le 10 juillet 1988 à son domicile de Londres, laissant derrière lui son épouse, un fils et une fille.

## Œuvre

### Ouvrages non romanesques
- (en) The Trans-Siberian Railway: A Traveller's Anthology, 1942
- (en) Prisoner of War: Behind the barbed Wire of Enemy Camps, George G. Harrap & Co Ltd, 1944, 135 p.
- (en) Cities, A. Wingate, 1951, 229 p. (avec Rupert Croft-Cooke)[8]
- (en) Fires of Spring, Geoffrey Bles, 1952, 181 p.
- (en) Strangers in the Sun,  Geoffrey Bles, 1955, 199 p.
- (en) A Handful of Ashes: A Personal Testament of the Battle of Budapest, Wingate, 1957, 130 p.
- (en) The White Desert: Dr. Fuchs' Trans-antarctic Expedition, Diesterweg, 1958
- (en) Distant Places, Hodder & Stoughton, 1959, 135 p.
- (en) The Flight of the Dalai Lama, Hodder & Stoughton, 1960, 160 p.
- (en) Life with Titina, Hodder & Stoughton, 1961, 159 p.
- (en) Adventures At Both Poles (1963)
- (en) Conversations with Painters, Collins, 1964, 159 p.
- (en) The Black Hole of Calcutta: A Reconstruction, Readers Union, 1966, 254 p.
- (en) Let's Visit the USA (1967)
- (en) Sinister Twilight: The Fall And Rise Again of Singapore, London, Collins, 1968[9]
- (en) From the Land of Lost Content: The Dalai Lama's Fight for Tibet, London, Collins, 1969, 235 p.
- (en) The War of the Running Dogs: How Malaya Defeated the Communist Guerrillas, 1948-60, London, Collins, 1971
- (en) The Sultans, 1973
- (en) Lords of the Golden Horn: From Suleiman the Magnificent to Kamal Ataturk, Macmillan, 1973, 304 p.
- (en) Seven Days of Freedom: Hungarian Uprising, 1956, 1974
- (en) The Week France Fell: June 10-16, 1940, 1976
- (en) The Natives Were Friendly, So We Stayed the Night, London, Macmillan, 1977, 226 p.  (ISBN 0-333-22558-9) (autobiographie)
- (en) The Singapore Story. From Raffles to Lee Kuan Yew, London, Fontana, 1978, 224 p.
- (en) Fall of Shanghai: Communist Takeover in 1949, 1979
- (en) Sakkara (1985)

### Ouvrages romanesques
- (en) Tanamera: A Novel of Singapore (1981)
  - Tanamera, P. Belfond, coll. « Les Grands romans Belfond », 1983
- (en) A Farewell to France (1983)
- (en)A Woman of Cairo (1984)
  - La femme du Caire, traduit par Dominique Peters, Éd. de la Seine, 1990  (ISBN 978-2-7382-0293-2)
- (en) The Other Side of Paradise (1986)
  - Koraloona, l'autre côté du paradis, traduit par Odile Demange, Belfond GF, 1998  (ISBN 978-2-7144-2304-7)
- (en) The Weeping and the Laughter (1988)
- (en) The Daughters of the Prince (1990)
  - Les filles du prince, traduit par Liliane Gourgeon, Succès du livre, 1995  (ISBN 978-2-7382-0848-4)